# Кузнецово (Ленинградская область)
Кузнецово — деревня в Мшинском сельском поселении Лужского района Ленинградской области.

## История
Деревня Кузнецова обозначена на карте Санкт-Петербургской губернии 1792 года А. М. Вильбрехта.
Затем, как деревня Кузнецово она упоминается на карте Санкт-Петербургской губернии Ф. Ф. Шуберта 1834 года.

КУЗНЕЦОВА — деревня принадлежит Кругликовой, подполковнице, число жителей по ревизии: 48 м. п., 48 ж. п. (1838 год)

Как Кузнецово она отмечена на карте профессора С. С. Куторги 1852 года.

КУЗНЕЦОВО — деревня наследников Кругликовых, по почтовому тракту, число дворов — 15, число душ — 51 м. п. (1856 год)

КУЗНЕЦОВО — деревня владельческая при речке Дивенке, число дворов — 20, число жителей: 53 м. п., 56 ж. п. (1862 год)

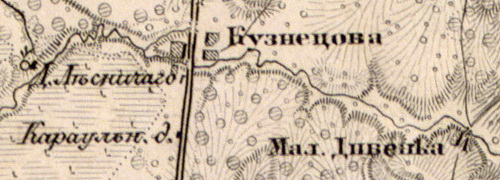
Деревня Кузнецово на карте 1863 года

Согласно карте из «Исторического атласа Санкт-Петербургской Губернии» 1863 года деревня называлась Кузнецова.
В XIX — начале XX века деревня административно относилась к Рождественской волости 3-го земского участка 2-го стана Царскосельского уезда Санкт-Петербургской губернии.
По данным «Памятной книжки Санкт-Петербургской губернии» за 1905 год, деревня и мыза Кузнецово входили в Дивенское сельское общество, 376 десятин земли в Кузнецово принадлежали петербургскому купцу I-й гильдии Ивану Андреевичу Семёнову.
С 1917 по 1923 год деревня Кузнецово входила в состав Кузнецовского сельсовета Рождественской волости Детскосельского уезда.
С 1923 года, в составе Гатчинского уезда.
С февраля 1927 года, в составе Дивенского сельсовета. С августа 1927 года, в составе Лужского района.
С января 1932 года, в составе Красногвардейского района.
В 1938 году население деревни Кузнецово составляло 182 человека.
По данным 1933 года деревня Кузнецово входила в состав Дивенского сельсовета Красногвардейского района.
C 1 июля 1941 года по 31 декабря 1943 года деревня находилась в оккупации.
В 1958 году население деревни Кузнецово составляло 96 человек.
С июля 1959 года, в составе Орлинского сельсовета.
С мая 1961 года, в составе Рождественского сельсовета Гатчинского района.
По данным 1966, 1973 и 1990 годов деревня Кузнецово входила в состав Мшинского сельсовета Лужского района.
В 1997 году в деревне Кузнецово Мшинской волости проживали 20 человек, в 2002 году — 13 человек (русские — 77 %).
В 2007 году в деревне Кузнецово Мшинского СП проживали 10 человек.

## География
Деревня расположена в северной части района на автодороге Р23 «Псков» (E 95, Санкт-Петербург — граница с Белоруссией), в месте примыкания к ней автодороги 41К-250 (Большая Ящера — Кузнецово).
Расстояние до административного центра поселения — 25 км.
Расстояние до ближайшей железнодорожной платформы Дивенская — 7 км.
Через деревню протекает река Дивенка.

## Демография
| 1838 | 1862 | 1938 | 1958 | 1997 | 2007 | 2010 |
| ---- | ---- | ---- | ---- | ---- | ---- | ---- |
| 96   | ↗109 | ↗182 | ↘96  | ↘20  | ↘10  | ↗16  |
| 2017 |      |      |      |      |      |      |
| ↘14  |      |      |      |      |      |      |

## Садоводства
Кузнецово.